# Procyclotosaurus
Procyclotosaurus is een geslacht van uitgestorven stenotosauride capitosauride temnospondyle Batrachomorpha (basale 'amfibieën'). De typesoort is Procyclotosaurus stantonensis. In 1904 beschreef de Britse paleontoloog Arthur Smith Woodward het als de soort Capitosaurus stantonensis, gebaseerd op een gedeeltelijke schedel die bekend staat als R 3174. In 1958 werd de soort toegewezen aan het nieuwe geslacht Procyclotosaurus. Het is bekend uit de Neder-Keuper, een Europese stratigrafische eenheid die werd afgezet tijdens het late Midden-Trias. Er zijn fossielen gevonden in Staffordshire, Engeland.

## Geschiedenis en classificatie
Procyclotosaurus stantonensis werd voor het eerst benoemd als een soort van Capitosaurus. De soortaanduiding verwijst naar de herkomst bij Stanton. Hij werd geplaatst in de familie Capitosauridae (nu bekend als Mastodonsauridae). Het werd later opnieuw toegewezen als een soort van Cyclotosaurus, een ander geslacht van mastodonsauriden. In 1958 plaatste paleontoloog D.M.S. Watson de soort in zijn eigen geslacht Procyclotosaurus en onderscheidde hem van zowel Capitosaurus als Cyclotosaurus op basis van zijn diepe schedel. Watson vond ook de korte beennaad tussen de exoccipitale en pterygoïde botten als kenmerkend voor het geslacht. Hij merkte ook op dat Procyclotosaurus een crista obliqua, of schuine rand, op het pterygoïde bot aan de achterkant van de schedel heeft. Deze richel is een basaal kenmerk onder temnospondylen dat niet wordt gezien bij meer afgeleide mastodonsauriden.
Het holotype R 3174 van Procyclotosaurus wordt beschouwd als een jonge volwassene. De hechtingen tussen de botten van de schedel zijn duidelijk zichtbaar en niet volledig gesloten. De schedel heeft putjes en sommige putjes zijn uitgerekt tot troggen, een teken van ouderdom. Deze troggen zijn echter niet zo prominent aanwezig als bij een ouder individu. Paleontoloog Roberta L. Paton beschouwde de diepe schedel en dicht bij elkaar staande ogen van Procyclotosaurus als een aanwijzing dat het een jong Cyclotosaurus-individu betrof in plaats van een apart geslacht. Daarom heeft Paton in 1974 Procyclotosaurus stantonensis opnieuw toegewezen aan Cyclotosaurus. Paton beschouwde Cyclotosaurus stantonensis ook als synoniem met de soort Cyclotosaurus leptognathus, benoemd door de Engelse paleontoloog Richard Owen, en verwees R 3174 naar Cyclotosaurus leptognathus.

## Beschrijving
Procyclotosaurus was een relatief kleine temnospondyle. In tegenstelling tot de meeste andere capitosauriërs, die brede en platte schedels hebben, heeft Procyclotosaurus een diepe, wigvormige schedel. De otische inkeping, een inkeping aan de achterkant van de schedel, is gesloten. De tabulaire hoorn boven de otische inkeping is smal en raakt het os squamosum onder de inkeping. Het bovenvlak van de schedel is hol, waardoor het schotelvormig lijkt. Net als andere capitosauriërs, lijkt Procyclotosaurus op krokodilachtigen omdat het oogkassen en neusgaten heeft die naar boven gericht en enigszins verhoogd zijn.